# Selskabet for Dansk Memorabilitet
Selskabet for Dansk Memorabilitet har til formål at mindes danske, der er gået i glemmebogen. Blandt dem er Jens August Schade, Fattigholm, C. E. F. Weyse og Ib Boye, der døde i 2009. Det blev stiftet i 1978 af redaktør, mag. art. Ib Boye. 
Medlemmerne nedlægger sidst i december en mindekrans; de møder op i mørkt tøj og høje hatte og er rustet til opgaven efter en let arbejdsfrokost. Blandt deltagerne er, eller har været, stifterens familie, tryllekunstnere, mæcener, sangere, skuespillere, fotografer, tv-værter og sprogets mestre som Jesper Boye, Poul Arland, Poul Bundgaard, Flemming Krøll, Peter Opera (Rasmussen), Christian Sørensen/operasanger, Carsten Berthelsen, Allan Mylius Thomsen, Ove Verner Hansen, Palle Huld, Vagn Hansen, Peter Sprechler, Jesper Klein og Jacob Ludvigsen. 
Selskabets kansler er Christian Lunn.
Selskabets logo er en mindekrans med årstallet for stiftelsen.
Nyhavnsdigteren Sigfred Pedersen blev i 2010 mindet med to blå-hvide vejskilte med "Sigfred Pedersens Pl." ved Lille og Store Strandstræde nær Garnisons Kirke. Skiltet er fjernet. Medlemmerne mødes på Hviids Vinstue eller i Skindbuksen.